# Мексико (переписна місцевість, Мен)
Мексико (англ. Mexico) — переписна місцевість (CDP) в США, в окрузі Оксфорд штату Мен. Населення — 2234 особи (2020).

## Географія
Мексико розташоване за координатами 44°33′18″ пн. ш. 70°32′11″ зх. д. / 44.55500° пн. ш. 70.53639° зх. д. (44.555075, -70.536419).  За даними Бюро перепису населення США в 2010 році переписна місцевість мала площу 2,77 км², уся площа — суходіл.

## Демографія
Згідно з переписом 2010 року, у переписній місцевості мешкали 1743 особи в 768 домогосподарствах у складі 465 родин. Густота населення становила 630 осіб/км².  Було 928 помешкань (335/км²).
Расовий склад населення:
| - 96,9 % — білих - 0,5 % — корінних американців - 0,5 % — азіатів - 0,4 % — чорних або афроамериканців - 0,1 % — вихідців з тихоокеанських островів |

До двох чи більше рас належало 1,2 %. Частка іспаномовних становила 0,9 % від усіх жителів.
За віковим діапазоном населення розподілялося таким чином: 20,0 % — особи молодші 18 років, 64,2 % — особи у віці 18—64 років, 15,8 % — особи у віці 65 років та старші. Медіана віку мешканця становила 42,8 року. На 100 осіб жіночої статі у переписній місцевості припадало 98,7 чоловіків;  на 100 жінок у віці від 18 років та старших — 95,0 чоловіків також старших 18 років.
Середній дохід на одне домашнє господарство  становив 35 736 доларів США (медіана — 26 897), а середній дохід на одну сім'ю — 43 320 доларів (медіана — 36 324). Медіана доходів становила 36 250 доларів для чоловіків та 33 125 доларів для жінок. За межею бідності перебувало 37,3 % осіб, у тому числі 65,4 % дітей у віці до 18 років та 19,1 % осіб у віці 65 років та старших.
Цивільне працевлаштоване населення становило 576 осіб. Основні галузі зайнятості: роздрібна торгівля — 18,6 %, освіта, охорона здоров'я та соціальна допомога — 17,2 %, мистецтво, розваги та відпочинок — 12,7 %, виробництво — 10,6 %.